# Dante Spinotti
Dante Spinotti (22 de agosto de 1943) (miembro de la A.S.C. y la A.I.C.) es un director de fotografía y camarógrafo italiano y un miembro del Consejo de Gobernadores de la Academia de Artes y Ciencias Cinematográficas.

## Biografía
Spinotti nació en Tolmezzo, Italia. Entre las películas más notables en las que ha trabajado se encuentran The Last of the Mohicans, Heat, y L.A. Confidential. Spinotti también fue director de fotografía de varias películas del director Brett Ratner, como Red Dragon (2002), After the Sunset (2004) y X-Men: The Last Stand (2006).

## Filmografía
- I Nicotera (1972) (serie de TV)
- Tracce sulla neve (1975) (TV)
- La disubbidienza (1981)
- Sogno di una notte d'estate (1983)
- I Paladini - storia d'armi e d'amori (1983)
- Cenerentola '80 (1983)
- Sotto... sotto... strapazzato da anomala passione (1984)
- Basileus Quartet (1984)
- Così parlò Bellavista (1984)
- The Berlin Affair (1985)
- Fotografando Patrizia (1985)
- Crímenes del corazón (1986)
- Manhunter (1986)
- Choke Canyon (1986)
- Aria (1987) (segmento "Die tote stadt")
- From the Hip (1987)
- Eternamente amigas (1988)
- La leggenda del santo bevitore (1988)
- Fair Game (1988)
- Illegally Yours (1988)
- Torrents of Spring (1989)
- The Comfort of Strangers (1990)
- Una Vita scellerata (1990)
- Frankie and Johnny (1991)
- El gran halcón (1991)
- True Colors (1991)
- The Last of the Mohicans (1992)
- The End is Known (1993)
- The Secret of the Old Woods (1993)
- Blink (1993)
- Nell (1994)
- Heat (1995)
- L'uomo delle stelle (1995)
- Rápida y mortal (1995)
- The Mirror Has Two Faces (1996)
- L.A. Confidential (1997)
- Goodbye Lover (1998)
- The Insider (1999)
- The Other Sister (1999)
- The Family Man (2000)
- Wonder Boys (2000)
- Bandits (2001)
- Pinocho (2002)
- Red Dragon (2002)
- After the Sunset (2004)
- Prison Break (Pilot, 2005) (TV series)
- The Contract (2006)
- X-Men: The Last Stand (2006)
- The Tourist (2007)
- Slipstream (2007)
- Women's Murder Club (2007) (TV series)
- Destellos de genio (2008)
- Deception (2008)
- Enemigos públicos (2009)
- Las crónicas de Narnia: la travesía del Viajero del Alba (2010)
- Tower Heist (2011)
- Rogue (2012)
- ReWined (2013)
- Hércules (2014)
- Freak Show (2016)
- Ant-Man and the Wasp (2018)

## Premios y distinciones
Premios Óscar
| Año  | Categoría        | Película          | Resultado |
| ---- | ---------------- | ----------------- | --------- |
| 1998 | Mejor fotografía | L.A. Confidential | Nominado  |
| 2000 | Mejor fotografía | The Insider       | Nominado  |